# إرنست أرندت
إرنست أرندت (بالألمانية: Ernst Arndt)‏ هو ممثل ألماني، ولد في 1861 في ألمانيا، وتوفي في 1942 في بولندا.

## أعمال

### أفلام
- (1922) شمشون ودليلة

## وصلات خارجية
- إرنست أرندت على موقع IMDb (الإنجليزية)
- إرنست أرندت على موقع قاعدة بيانات الفيلم (الإنجليزية)